# يان فرازير (مقدم تلفزيوني)
يان فرازير (بالإنجليزية: Ian Fraser)‏ هو مقدم تلفزيوني نيوزيلندي، ولد في 1948.